# Sadae Inoue
Sadae Inoue (井上 貞衛?, Inoue Sadae; Prefettura di Kumamoto, 5 novembre 1886 – 26 ottobre 1961) è stato un generale giapponese, veterano della seconda guerra sino-giapponese, dove si distinse al comando della 33ª Divisione e 69ª Divisione. Nel corso della seconda guerra mondiale comandò la 14ª Divisione, dapprima di stanza in Manchukuo, e poi, a partire dal 1944, nelle isole del mandato del Pacifico meridionale. Assunto il comando del Settore di Palau decise di utilizzare, contro i previsti sbarchi americani, innovative tattiche che abbandonavano i semi-suicidi attacchi banzai e facendo, invece, il massimo uso degli ostacoli naturali e delle fortificazioni artificiali nel tentativo di attuare una guerra di logoramento. Dopo la fine della guerra fu arrestato dalle autorità americane di occupazione e deportato a Guam, dove fu processato e giudicato per i crimini di guerra di classe B e C e condannato a morte nel 1949. La pena fu commutata nell’ergastolo nel 1951 e fu rilasciato nel 1953.

## Biografia

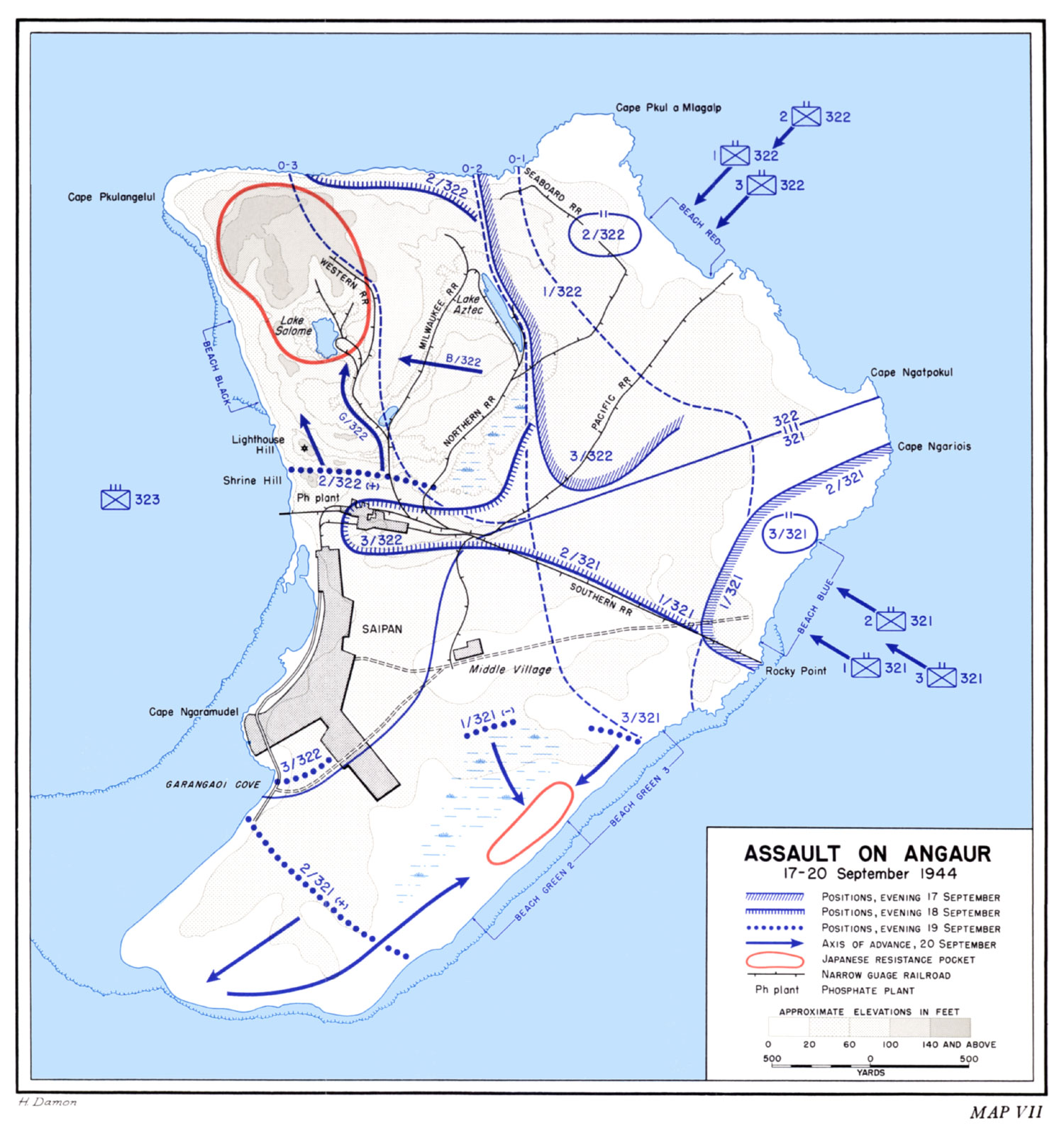
Mappa della battaglia di Angaur, con gli sbarchi americani.

Nacque nella prefettura di Kumamoto il 5 novembre 1886,  terzo figlio di un ufficiale della locale polizia e dopo aver frequentato le scuole preparatorie militari nel 1908 fu ammesso alla 20ª Classe dell’Accademia imperiale dell’esercito giapponese. Uscitone fu assegnato al 44º Reggimento di fanteria prestando servizio durante l'intervento in Siberia del Giappone contro le forze bolsceviche operanti nella Russia orientale. Con l'inizio della seconda guerra sino-giapponese fu nominato comandante del 5º Reggimento di fanteria dell’esercito imperiale. Distintosi durante le operazioni belliche, nel marzo 1939 fu nominato maggior generale ed assunse il comando della 33ª Divisione. Nel corso del 1941 fu trasferito al quartier generale dell’Armata di Taiwan. Promosso tenente generale nel 1942, assunse il comando della 69ª Divisione di stanza nella provincia dello Shanxi, in Cina.
Nel corso del 1943 fu nominato comandante della 14ª Divisione che si trovava nel Manchukuo. A causa della negativa situazione bellica giapponese nella guerra del Pacifico, che continua a deteriorarsi, nel marzo 1944 la 14ª Divisione fu assegnata all’Armata di spedizione meridionale (Nampo gun) al comando del gensui Hisaichi Terauchi. Il primo ministro, generale Hideki Tōjō, lo incaricò personalmente di organizzare la difesa del settore di Palau. Sia egli che Tōjō erano consapevoli che la 14ª Divisione non avrebbe potuto contrastare lo sbarco delle forze alleate, numericamente superiori, ma il governo giapponese riteneva che fosse fondamentale difendere le isole fino alla morte, causando tali perdite alle forze americane che esse la avrebbero considerata come una vittoria di Pirro, scoraggiando ulteriori invasioni del mandato del Pacifico meridionale giapponese.
Arrivato per via aerea studiò per due giorni, anche volando su di un aereo, la conformazione del terreno di Palau e delle due isole satelliti, Angaur e Ngerekebesang. Due furono le importanti battaglie combattute dalle forze giapponese a Palau sotto il suo comando: la battaglia di Angaur e la battaglia di Peleliu. Entrambe furono tra le più sanguinose della guerra in termini di numero di caduti su entrambi i fronti, in quanto egli abbandonò le precedenti tattiche giapponesi che prevedevano gli attacchi banzai, facendo invece il massimo uso del terreno e delle fortificazioni artificiali nel tentativo di attuare una guerra di logoramento.
Il 2 settembre 1945, data della capitolazione dell’Impero giapponese, si arrese agli americani a Palau e Yap, consegnandosi al brigadier generale Ford O. Rogers dell’US Marine Corps, comandante del presidio di Peleliu.
Dopo la guerra fu arrestato dalle autorità americane di occupazione e deportato a Guam, dove fu processato e giudicato per i crimini di guerra di classe B e C e condannato a morte nel 1949 per negligenza nella responsabilità di comando e di aver permesso ai suoi subordinati di giustiziare tre aviatori americani catturati a Palau. La pena fu commutata nell’ergastolo nel 1951 ed egli venne rilasciato nel 1953. Si spense in Giappone il 26 ottobre 1961.

### Annotazioni
1. ↑  La sua era una famiglia di samurai, arrivata alla quinta generazione.
2. ↑  Tuttavia egli dichiarò, come sua residenza ufficiale, la prefettura di Kōchi.
3. ↑  la sua responsabilità ricadeva anche su Ulithi e Yap.

### Fonti
1. 1 2  Peattie 1988, p. 290.
2. ↑  Murray 2016, p. 76.
3. 1 2 3  Peattie 1988, p. 291.
4. ↑   Bloody beaches – The Marines at Peleliu
5. 1 2  Murray 2016, p. 100.
6. ↑  Peattie 1988, p. 292.
7. ↑  Murray 2016, p. 118.
8. ↑   Copia archiviata, su ijnhonline.org. URL consultato il 9 settembre 2008 (archiviato dall'url originale il 23 luglio 2008). International Journal of Naval History.